# 新叶春蜓属
新叶春蜓属（学名：Sinictinogomphus）为春蜓科的一个属。

## 下属物种
本属包括以下物种：
- 大团扇春蜓 Sinictinogomphus clavatus Fabricius, 1775